# لانساهیتا
لانساهیتا دهستانی در استان آبیلای اسپانیا است.
در این دهستان ۹۱۶ نفر زندگی می‌کنند. مساحت این دهستان ۳۳٫۵۱ کیلومتر مربع است.